# Lago del Fusaro
Lago del Fusaro este o arie protejată (arie specială de conservare — SAC, sit de importanță comunitară — SCI) din Italia întinsă pe o suprafață de 192 ha, integral pe uscat.

## Localizare
Centrul sitului Lago del Fusaro este situat la coordonatele 40°49′22″N 14°03′07″E / 40.822778°N 14.051944°E.

## Înființare
Situl Lago del Fusaro a fost declarat sit de importanță comunitară în mai 1995 pentru a proteja 11 specii de animale. Situl a fost protejat și ca arie specială de conservare în mai 2019.

## Biodiversitate
Situată în ecoregiunea mediteraneană, aria protejată conține 8 habitate naturale: Vegetație anuală la limita mareei, Dune mobile cu vegetație embrionară, Salicornia și alte specii anuale care populează regiunile mlăștinoase și nisipoase, Dune de pe litoral fixate cu Crucianellion maritimae, Lagune de coastă, Dune cu tufărișuri sclerofile Cisto-Lavenduletalia, Dune de coastă cu Juniperus spp., Dune mobile de-a lungul țărmului cu Ammophila arenaria („dune albe”).
La baza desemnării sitului se află mai multe specii protejate:
- păsări (8): pescăruș albastru (Alcedo atthis), chirighiță neagră (Chlidonias niger), Larus argentatus, pescăruș-cu-cap-negru (Larus melanocephalus), pescăruș râzător (Larus ridibundus), Sterna paradisaea, chiră de mare (Thalasseus sandvicensis), sturz-cântător (Turdus philomelos)
- mamifere (3): liliacul mediteranean cu potcoavă (Rhinolophus euryale), liliacul mare cu potcoavă (Rhinolophus ferrumequinum), liliacul mic cu potcoavă (Rhinolophus hipposideros)

Pe lângă speciile protejate, pe teritoriul sitului au mai fost identificate 3 specii de reptile.